# Damat Ferid Pascià
Damat Ferid Pascià (turco ottomano: محمد عادل فريد پاشا turco: Damat Ferit Paşa noto semplicemente come Damat Ferid Pascià; Costantinopoli, 1853 – Nizza, 6 ottobre 1923) è stato un politico ottomano.
Fu uno statista liberale, che ha ricoperto la carica di Gran Visir, il primo ministro de facto dell'Impero Ottomano, durante due periodi sotto il regno dell'ultimo sultano ottomano Mehmed VI, la prima volta tra il 4 marzo 1919 e il 2 ottobre 1919 e la seconda volta tra il 5 aprile 1920 e il 21 ottobre 1920. Ufficialmente, ha svolto l'incarico per un totale di cinque volte, poiché i suoi gabinetti sono regolarmente caduti sotto varie pressioni e dovette presentarne di nuovi. A causa della sua disponibilità a riconoscere le atrocità contro gli armeni, il suo coinvolgimento nel Trattato di Sèvres e la sua collaborazione con le potenze alleate di occupazione, divenne una figura impopolare in Turchia ed emigrò in Europa alla fine della guerra greco-turca.

## Biografia

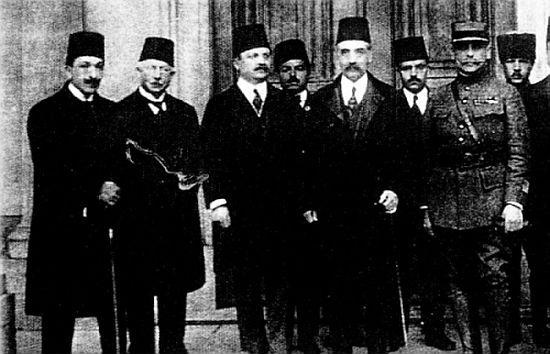
I liberali Damat Ferid Pascià e Ali Kemal Bey (entrambi al centro) si opposero entrambi all'ingresso ottomano nella prima guerra mondiale.

Alcuni sostengono che sia nato nel 1853 a Costantinopoli come figlio di Izet Efendi, nato a Potoci vicino a Taşlıca (ora Pljevlja, Montenegro), di origini albanesi o bosniache. Era un membro del Consiglio di Stato ottomano (Şûrâ-yı Devlet) e governatore dei sangiaccati di Beirut e Sidone nel 1857, ma non ci sono prove chiare su questa informazione. Nel 1879, Ferid fu iscritto alle Scuole della carità Islamica a Sidone. Ha ricoperto diversi incarichi nell'amministrazione ottomana prima di entrare nell'ufficio egli affari esteri dell'Impero ottomano e fu assegnato a diversi incarichi presso le ambasciate a Parigi, Berlino, San Pietroburgo e Londra. Sposò una figlia di Abdülmecid I, Mediha Sultan, che gli valse il titolo di "damat" ("sposo" della dinastia ottomana). Come suo padre, divenne membro della Şûrâ-yı Devlet nel 1884 e poco dopo si guadagnò il titolo di visir. Rifiutato l'incarico di ambasciatore a Londra dal sultano Abdülhamid II, si dimise dal servizio pubblico e tornò solo dopo due decenni, nel 1908, come membro del Senato del Parlamento ottomano.
Fu uno dei membri fondatori del Partito Libertà e Accordo (in turco: Hürriyet ve İtilâf Fırkası) nel 1911, favorendo il liberalismo e una maggiore autonomia regionale all'interno dell'Impero, in opposizione al Comitato di Unione e Progresso. L'11 giugno 1919, Damat Ferid Pascià ammise ufficialmente i massacri contro gli armeni e fu una figura chiave nell'iniziare i processi per crimini di guerra tenuti subito dopo la prima guerra mondiale per condannare a morte i principali autori del genocidio, che erano in particolare membri del Comitato dell'Unione e del Progresso e rivali di lunga data del suo Partito Libertà e Accordo.

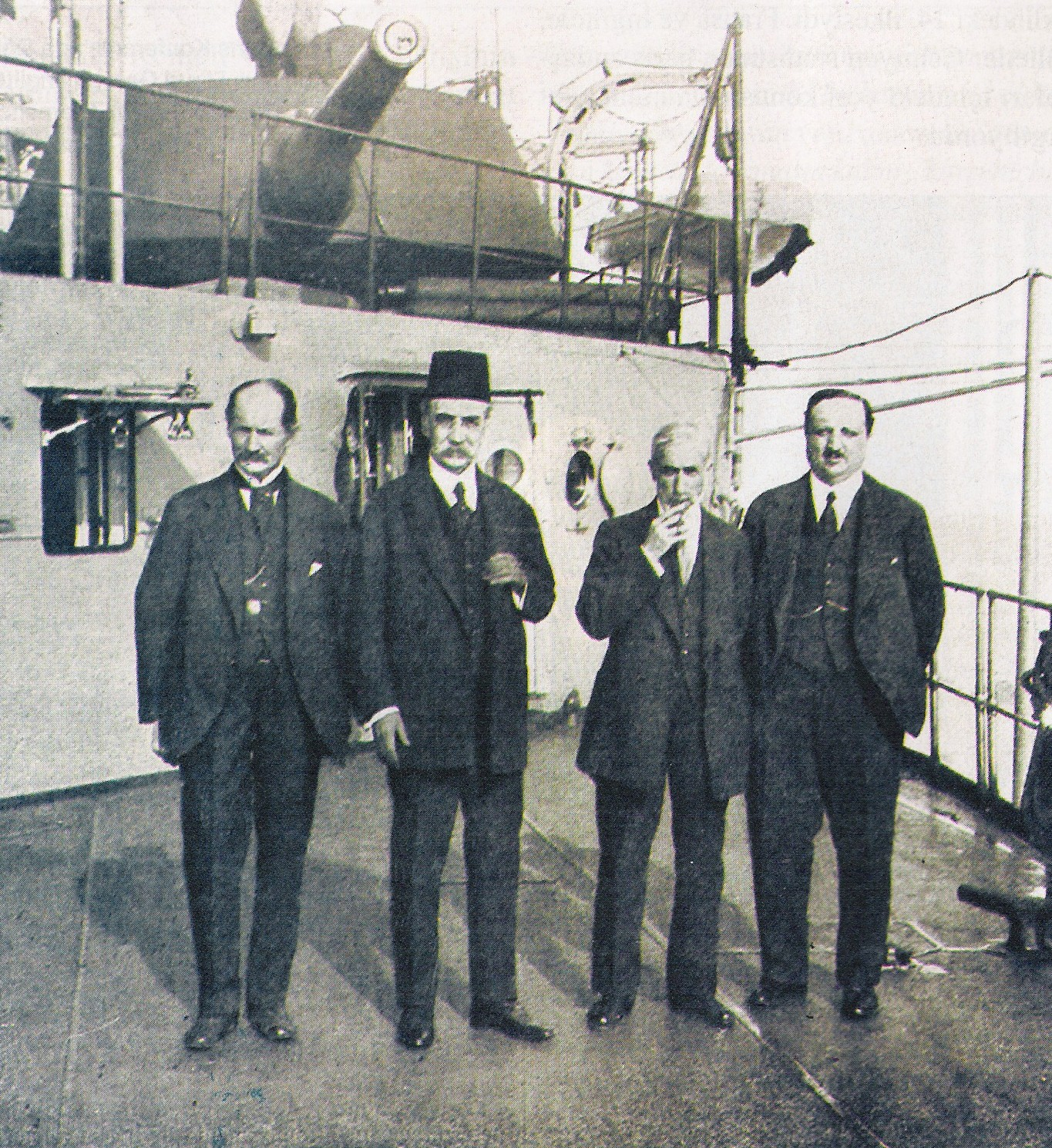
Damad Ferid Pascià (con indosso il fez) con gli altri tre firmatari del Trattato di Sèvres; alla sua destra, Rıza Tevfik Bölükbaşı, alla sua sinistra, il ministro dell'istruzione ottomano Mehmed Hâdî Pascià e l'ambasciatore Reşad Halis; a bordo di una nave da guerra alleata che li porta alla Conferenza di pace di Parigi.

Il suo primo incarico come gran visir coincise con l'occupazione di Smirne da parte dell'esercito greco e il periodo tumultuoso che ne seguì. Assunse l'incarico come successore di Ahmet Tevfik Pascià il 4 marzo 1919 e il 9 marzo iniziò una campagna di arresti di ex ministri come Halil Menteşe, Ali Fethi Okyar e Ali Münif Yeğenağa tra gli altri. Fu licenziato il 30 settembre 1919, ma dopo due governi di breve durata sotto Ali Rıza Pascià e Hulusi Salih Pascià, il sultano Mehmet VI dovette richiamarlo per formare un nuovo governo il 5 aprile 1920. Rimase come Gran Visir fino al 17 Ottobre 1920, formando due diversi gabinetti nel mezzo.
Il suo secondo ufficio coincise con la chiusura del parlamento ottomano sotto la pressione delle forze di occupazione britanniche e francesi. Insieme ad altri quattro notabili, accettato di firmare il Trattato di Sèvres, che comprende condizioni disastrose per la Turchia, che ha causato un tumulto di reazione nei suoi confronti. Non era uno dei firmatari del Trattato stesso, ma insieme ai tre firmatari sarebbe stato comunque privato della sua cittadinanza dalla Grande Assemblea Nazionale turca durante la settimana della firma del trattato e sarebbe stato in testa alla lista delle 150 personae non gratae della Turchia dopo la guerra d'indipendenza turca. Divenne sempre più ostile al nuovo movimento nazionalista guidato da Mustafa Kemal Pascià, che aveva sede ad Ankara; Damat Ferid Pascià iniziò a collaborare sempre più con le forze di occupazione alleate.
Anche dopo il suo licenziamento e la formazione di un nuovo governo ottomano sotto Ahmet Tevfik Pascià, rimase ampiamente detestato (specialmente in Anatolia) e con la vittoria turca nella guerra greco-turca (1919-1922), fuggì in Europa. Morì a Nizza, in Francia, il 6 ottobre 1923, lo stesso giorno in cui il movimento nazionale turco rioccupò Costantinopoli, e fu sepolto nella città di Sidone, in Libano.